# I'm in Love (Lennon-McCartney)
I'm in Love è un brano musicale del duo Lennon-McCartney ceduto dagli autori ai Fourmost, che già avevano ricevuto dalla coppia Hello Little Girl.
La band registrò il pezzo nell'ottobre 1963 agli Abbey Road Studios con la produzione di George Martin, e lo pubblicarono su singolo il 15 del mese successivo. Il 45 giri, pubblicato dalla Parlophone con il numero di serie R 5078, aveva al lato B Respectable degli Isley Brothers, ed arrivò alla diciassettesima posizione della classifica dei singoli britannica. Questa versione venne inclusa sulla compilation The Songs Lennon and McCartney Gave Away della EMI, assieme ad altre 19 canzoni. Inoltre, esiste una versione di Billy J. Kramer, incisa, nella stessa modalità di quella dei Fourmost, il 14 ottobre 1963; ne vennero registrati 32 nastri, in alcuni dei quali si sente John Lennon insegnare la canzone al vocalist, ma la pubblicazione venne scartata. Un demo dei Beatles del pezzo si può ascoltare sull'album The Beatles Bootleg Recordings 1963; nello stesso disco, è stata inclusa anche la demostration di Bad to Me. Circa i Fourmost, Paul McCartney affermò che erano buoni amici, ma che erano più musicisti da cabaret che da classifica.

## Formazione

### The Forumost
Probabile line-up.
- Brian O'Hara: voce, chitarra solista
- Mike Millward: voce, chitarra ritmica
- Billy Hatton: basso elettrico
- Dave Lovelady: batteria[4]

### The Beatles
- George Harrison: voce, chitarra solista
- Paul McCartney: voce, basso elettrico
- John Lennon: chitarra ritmica
- Ringo Starr: batteria[5]